# ائتلاف قرمز–سبز
ائتلاف قرمز-سبز (انگلیسی: Red–green alliance) در سیاست، که اتحاد قرمز-سبز نیز خوانده می‌شود ائتلاف احزاب «قرمز» (اغلب سوسیال دمکرات یا سوسیالیسم دمکراتیک) با احزاب «سبز» (اغلب سبز و/یا گاهی زراعت‌گرایی) است. این اتحاد بیشتر بر اساس دیدگاه‌های سیاسی مشترک چپ است، به‌ویژه بی‌اعتمادی مشترک به نهادهای شراکتی یا سرمایه‌داری. در حالی که احزاب سوسیال دمکرات «قرمز» تمایل دارند بر تأثیرات سرمایه‌داری بر طبقه کارگر تمرکز کنند، احزاب محیط زیست «سبز» تمایل دارند که بر تأثیرات عوامل زیست‌محیطی سرمایه‌داری تمرکز کنند.

## دولت‌های ائتلافی قرمز-سبز
از دههٔ ۱۹۹۰ در اروپا چند دولت قرمز-سبز وجود داشته‌است
- در آلمان، ائتلاف قرمز-سبز از حزب سوسیال دموکرات آلمان (SPD) و اتحاد ۹۰/سبزها به رهبری صدراعظم گرهارد شرودر، دولت فدرال را از سپتامبر ۱۹۹۸ تا سپتامبر ۲۰۰۵ تشکیل دادند.
- در فرانسه، ائتلاف «تجمع چپ» متشکل از حزب سوسیالیست (فرانسه) (PS)، سبزها، حزب کمونیست فرانسه و متحدان از سال ۱۹۹۷ تا ۲۰۰۲ حکومت کردند. حزب چپ (PRG) و اکولوژی اروپا - سبزها. دولت دوم والس (اوت ۲۰۱۴ تا دسامبر ۲۰۱۶) و دولت کازنو (دسامبر ۲۰۱۶ تا مه ۲۰۱۷) هر دو از وزرای حزب PS, PRG و اکولوژیست تشکیل شدند.